# ایان وایت
ایان وایت (انگلیسی: Ian Whyte؛ زادهٔ ۱۷ سپتامبر ۱۹۷۱) یک بازیکن حرفه‌ای و اسبقِ بسکتبال و بازیگر ولزی اهل بریتانیا است. وی از سال ۲۰۰۴ میلادی تاکنون مشغول فعالیت بوده‌است.
ایان وایت در شهر برایتون بزرگ شد. وایت حرفه خود را به‌عنوان یک بازیکن حرفه‌ای بسکتبال آغاز کرد و در تیم‌هایی در چند کشور مختلف بازی کرد؛ از جمله در باشگاه اف‌سی پورتو، جایی که در فصل ۱۹۹۶–۱۹۹۷ قهرمان لیگ پرتغال شد. او دوران بازیگری‌اش را با شش سال حضور در تیم نیوکاسل ایگلز به اوج رساند. همچنین، وایت ۸۰ بازی ملی برای تیم ملی بسکتبال انگلستان انجام داد.
پس از بازنشستگی از بسکتبال در سال ۲۰۰۳، او حرفه دوم خود را به‌عنوان بدلکار و بازیگر آغاز کرد.
وایت بیشتر به‌خاطر ایفای نقش شخصیت‌های «پردیتور» در فیلم‌های بیگانه علیه غارتگر و بیگانه علیه غارتگر: آمرزش‌خوانی شناخته می‌شود، به‌ویژه در نقش «وُلف» در فیلم دوم.
در سال ۲۰۱۰، وایت نقش شیخ سلیمان را در فیلم برخورد تایتان‌ها ایفا کرد.
او یکی از بیگانگان «مهندس» را در فیلم علمی‌تخیلی پرومتئوس به کارگردانی ریدلی اسکات در سال ۲۰۱۲ بازی کرد.

## گزیدهٔ نقش‌آفرینی‌ها

### سینما
- گرگینه‌ها (۲۰۲۴)
- هرکول (۲۰۱۴)
- پرومتئوس (۲۰۱۲)
- برخورد تایتان‌ها (۲۰۱۰)
- تکامل دراگون‌بال (۲۰۰۹)
- سولومون کین (۲۰۰۹)
- هری پاتر و جام آتش (۲۰۰۵)
- بیگانه علیه غارتگر (۲۰۰۴)

### تلویزیون
- بازی تاج‌وتخت (۲۰۱۲–۲۰۱۱ و ۲۰۱۶–۲۰۱۵) در نقش‌های مختلف از جمله وایت واکر، صدای گرگور کلگین[۹][۲] و «وون-وون»